# Montalcinello
Montalcinello è un borgo medioevale, ora frazione del comune italiano di Chiusdino in Val di Merse, nella provincia di Siena, in Toscana.
Il toponimo, già Montalcino (Mons licinus), deve il suo nome probabilmente alle piante di leccio, che rivestivano fin dalla sua origine il colle.

## Storia
Nato come insediamento rurale accanto ad una Pieve, su un colle tra querce e cerri secolari, rovi  e macchie, alle cui falde scorrono il torrente Quarta ed il fosso Saio. Per far fronte all'insicurezza dovuta alla presenza di briganti, compagnie di ventura e anche di lupi, il villaggio venne trasformato in un borgo fortificato. Le sue vicende politiche sono state legate al dominio del Vescovado di Volterra prima, della Repubblica di Siena ed infine del Granducato di Toscana.
Le sue origini risalgono almeno al X secolo e Montalcinello fu la prima comunità di tutta la zona a comparire in documenti scritti; alcuni documenti testimoniano infatti della Pieve di San Magno già nel 987.  Il piccolo castello di Montalcinello è stato conteso tra i Conti della Gherardesca di Frosini ed il Vescovo di Volterra. Nel 1133 fu siglato un accordo tra i contendenti che posero il castello alle dipendenze del vescovo.
In questo periodo, l'importanza del borgo ('Montalcin de' Vescovi') aumenta a tal punto da rendere necessaria la costruzione di una nuova pieve e da farne anche la prestigiosa sede di una zecca vescovile, trasferita da Montieri a Montalcinello perché considerata più sicura. La zecca fu posta negli antichi edifici dell'attuale villa del Conte antistante la piazzetta. Il governo del borgo era garantito da tre "Priori", nominati dai "Consiglieri"; un "Camarlingo" aveva la custodia delle finanze e dei beni comunali, le cui entrate erano garantite dalle tasse imposte dagli "Stimatori". Montalcinello rimarrà sotto la giurisdizione del Vescovo di Volterra fino alla seconda metà del XIV secolo quando passò sotto la Repubblica di Siena perdendo la propria autonomia. Da allora il destino del castello  ha seguito gli eventi politici ed economici del comune di Siena.
Non è nota la data esatta di costruzione del muro castellano con fossato, ma la sua edificazione è da collocarsi tra il 1300 e il 1400. Le mura erano dotate di due porte, ciascuna affiancata da una torre di sorveglianza, che venivano aperte al mattino per consentire l'uscita verso i campi e richiuse al tramonto al rientro degli abitanti.
Nonostante la presenza del piccolo castello, dai documenti storici emerge un quadro di Montalcinello caratterizzato da una vita povera dedita alla caccia e all' agricoltura, segnata da un’endemica scarsità d’acqua risolta solo con l’installazione di fonti d’acqua potabile nel 1933. In particolare, in un rapporto del 1676 si riporta che non vi fossero benestanti, poiché la maggior parte della popolazione viveva in affitto o in mezzadria, e anche chi possedeva un po’ di terra o una casa disponeva di beni di scarso valore.
Il borgo di Montalcinello ha iniziato a rinascere ed ingrandirsi solo verso la metà del XIX secolo, a partire dal 1855, in concomitanza con la costruzione e l'ammodernamento della rete viaria locale: la Strada statale 541 Traversa Maremmana, che collega Colle di Val d'Elsa alla Maremma tramite la Strada statale 73 Senese Aretina, e le nuove strade per Chiusdino e Montingegnoli.
Durante la Seconda guerra mondiale, Montalcinello fu scenario di episodi significativi legati alla Resistenza. Il 24 giugno 1944, cinque giovani partigiani persero la vita nei pressi del borgo durante un attacco a un’autocolonna tedesca. Tra questi, Ugo Mancini, di anni 20, fu trasportato con un camion nel paese di Montalcinello ed appeso ad una cascia dietro la vecchia scuola elementare, come monito alla popolazione dal compiere ulteriori azioni di guerra contro i soldati del Reich. In loro memoria, il paese ha dedicato quattro vie e una piazzetta a questi caduti , che avevano poco più di vent'anni.
In tempi più recenti il territorio di Montalcinello, come quello dei territori circostanti, è stato ed è interessato dalle perforazioni geotermiche per la produzione di energia elettrica. 
All'inizio del 2025 sono iniziati i lavori per la realizzazione della rete di teleriscaldamento alimentata da fonte geotermica. L'intervento rappresenta un importante beneficio economico per la popolazione di Montalcinello, che potrà usufruire di un importante risparmio sui costi energetici una volta che l’impianto sarà operativo. Tale investimento e un trend sempre più diffuso che premia il lavoro da remoto e la fuga dal caos urbano, alla ricerca della pace della natura e di relazioni più autentiche, sta alimentando una nuova vitalità abitativa nel borgo.

## Monumenti e luoghi d'interesse
La struttura medievale del borgo è rimasta pressoché inalterata, con le sue strade selciate (dette 'chioche') e la pittoresca piazzetta dove un tempo sorgeva un pozzo d'acqua potabile, al quale gli abitanti si recavano per attingere l'acqua con il proprio secchio e la propria fune. 

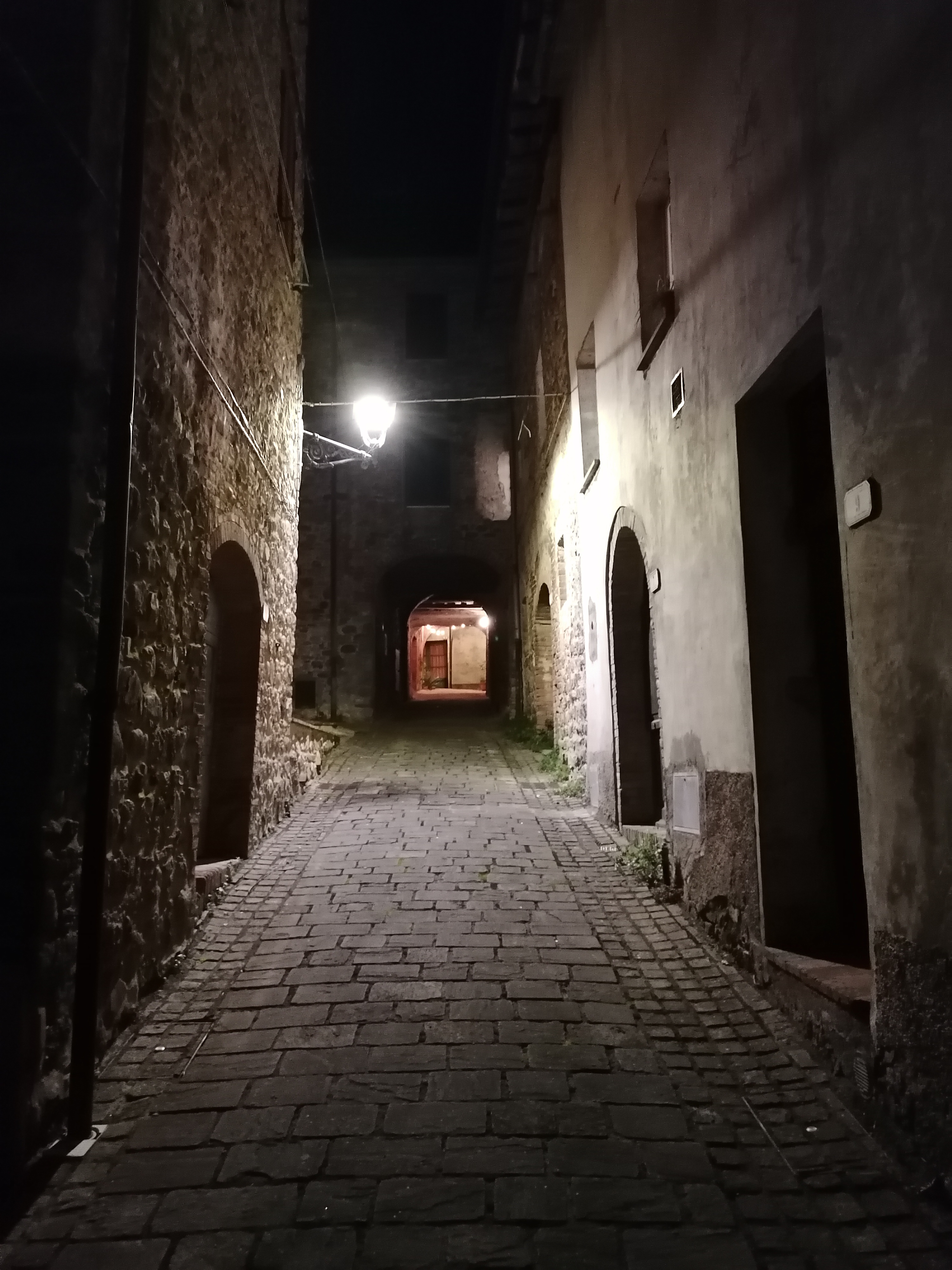
Via dell'Erba Medica

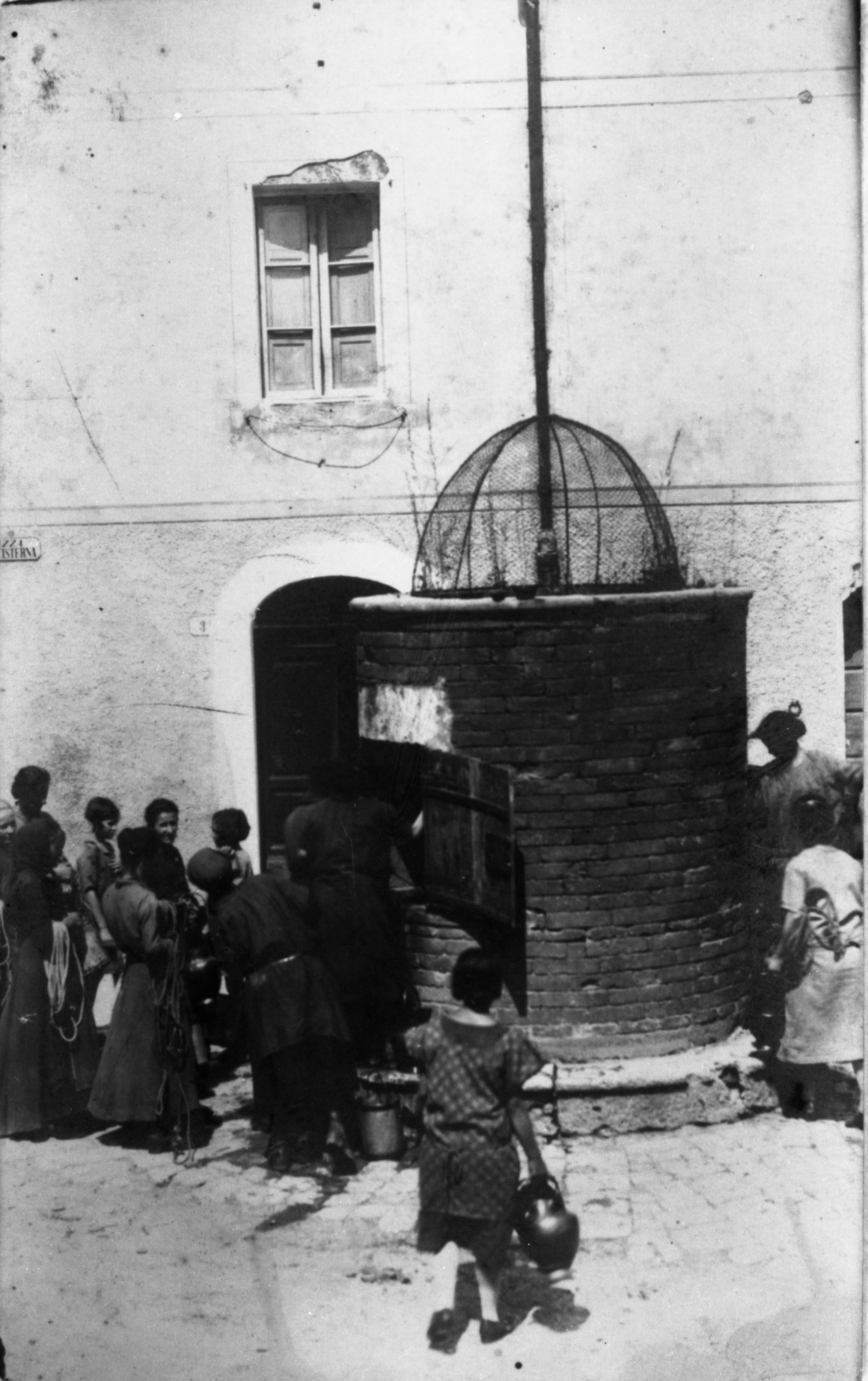
La Cisterna nella piazzetta (1925)

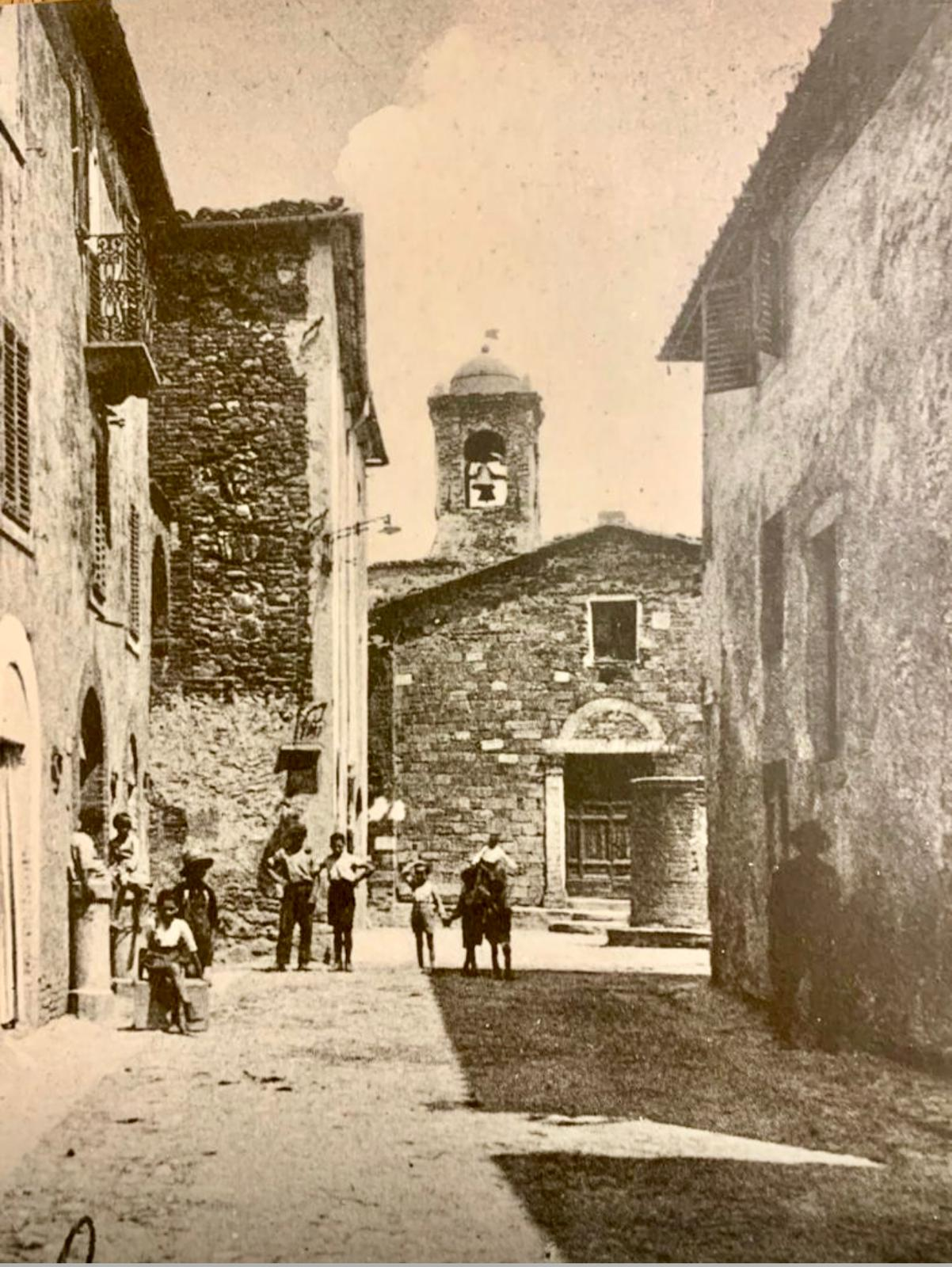
Piazzetta con la Cisterna - 1925

Il castello risulta invece rimaneggiato. Sulle mura di cinta del castello si aprivano tre porte: la Porta di Sopra, la Porta di Mezzo e la Porta di Sotto. Le mura avevano dei punti rialzati non più esistenti.
A Montalcinello è ubicata la Chiesa di San Magno che, già risalente a prima dell'anno 1000, deve la sua struttura attuale alla ricostruzione del 1290. Sacrestia e canonica sono state costruite nel 1500. Durante il passaggio del fronte nell’ultima guerra, la chiesa subì gravi danni al tetto, al campanile e al pavimento, rendendo necessaria la sua chiusura al culto per un lungo periodo al fine di consentire i lavori di restauro.

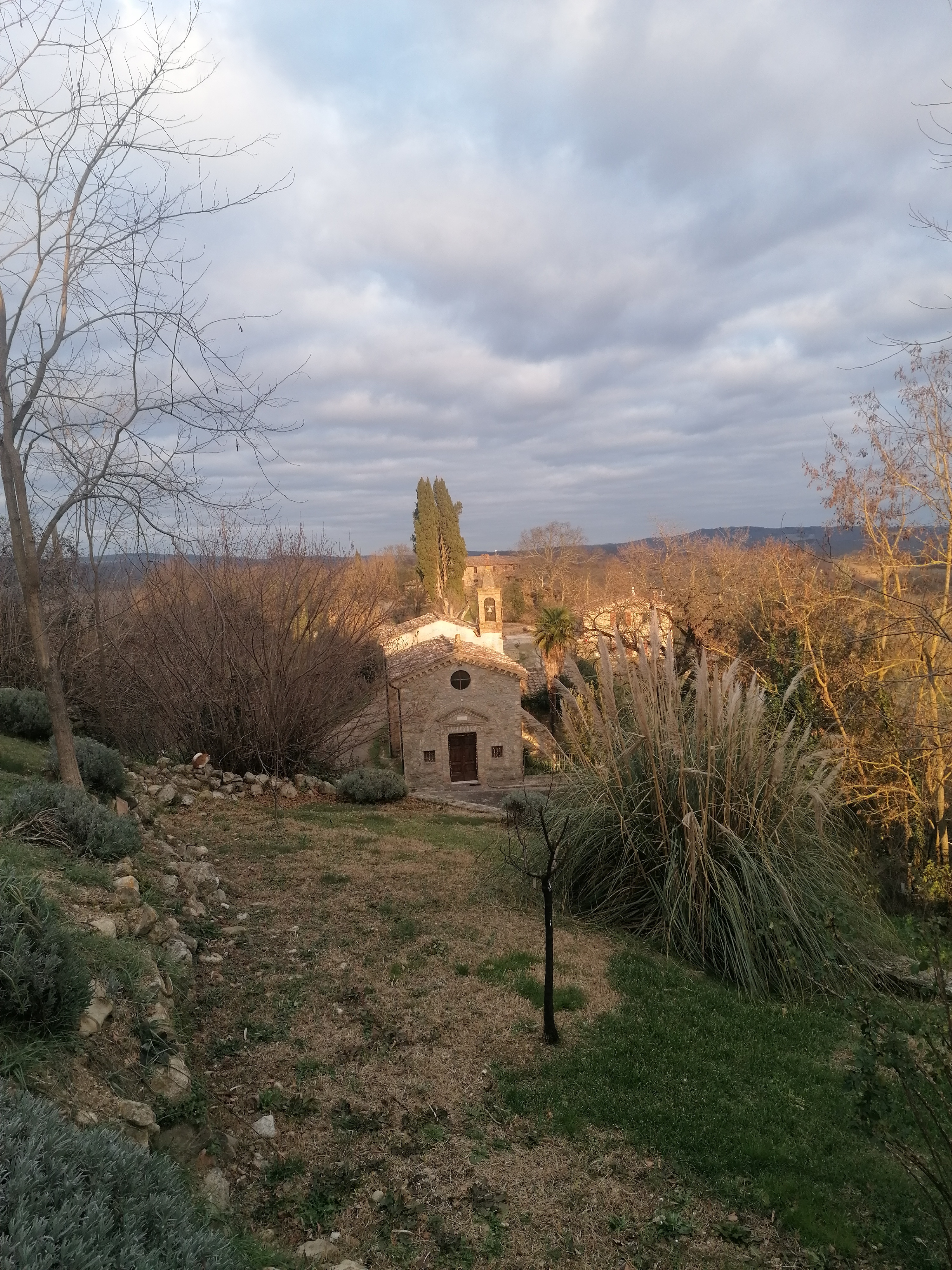
Oratorio della Madonna della Consolazione

Poco fuori dal paese è ubicato l'oratorio della Madonna della Consolazione (XVII secolo). Fu edificata grazie alle elemosine e all’operato della Confraternita di Maria Santissima della Consolazione, i cui affiliati partecipavano attivamente alla vita religiosa del paese. La Confraternita fu istituita per promuovere il culto della Madonna, prestare assistenza agli infermi, occuparsi del trasporto dei cadaveri e del suffragio dei defunti.
Sotto il borgo si estende un’area boschiva impervia nota come “Gli Scogli”, caratterizzata da imponenti formazioni rocciose a strapiombo su un dirupo, soprannominato dai bambini “il burrone della morte” , per una tragedia avvenuta il 9 luglio 1949, quando un bambino di quasi tre anni, Alcaro Furio, perse la vita scivolando accidentalmente mentre inseguiva un maialino. Quest’area, rimasta in gran parte incontaminata, è divenuta nel tempo teatro di racconti popolari e leggende, alimentate dal suo fascino misterioso e dal ruolo che ha avuto come scenario di giochi e avventure per intere generazioni di giovani. Tra le leggende tramandate oralmente, è particolarmente nota quella secondo cui nei sotterranei di una casa-torre situata nell’attuale "Via degli Scogli" si trovasse una botola che celava l’ingresso a un tunnel sotterraneo diretto fino alla Pieve di San Giovanni a Sorciano. 

## Cultura
Montalcinello, e soprattutto i suoi abitanti, custodisce le tracce dell’antico: le si riconosce nelle tradizioni che ancora sopravvivono, nei ritmi lenti che scandiscono le giornate, nello sguardo attento rivolto alla natura, al tempo, alle stagioni. Si percepisce nella partecipazione corale del paese al ritorno dei cacciatori dopo una battuta al cinghiale; nei canti e nei colori delle processioni del Corpus Domini, con le strade cosparse di petali di rosa e fiori di ginestra; nella festa della Madonna della Consolazione, celebrata la prima domenica di Quaresima, con i ceri portati in processione dalle ragazze non ancora sposate; e ancora, nella festa di San Magno (19 agosto) e nella Sagra del Dolce, in cui tutte le donne del paese si dedicano alla preparazione delle specialità dolciarie della tradizione locale.

### Letteratura
Nel 1919 vi si trasferí la famiglia Fallaci, genitori della scrittrice Oriana Fallaci. Il paese è citato nel romanzo Un cappello pieno di ciliege (2008) di Oriana Fallaci, come luogo dove hanno vissuto i suoi antenati Caterina Zani e Carlo Fallaci. Nel piccolo cimitero del paese, è presente la lapide di Carlo Fallaci, nipote dei due, autorevole magistrato di Firenze.
Nel Vicolo dei Poeti, è presente una targa commemorativa dedicata a Mario Luzi, che testimonia il profondo legame tra il poeta ed il borgo, frequentato dallo stesso tra il 1990 e il 2005. Il poeta ebbe modo di scrivere: «Il mite, tranquillo borgo di Montalcinello è reale, ed è insieme un luogo da favola. Un quadro mobile e incantato, com'è Montalcinello.» 
Evaldo Serpi, soprannominato il Duca di Montalcinello , è stato una figura di rilievo della comunità di Montalcinello. Sebbene non detenesse alcun titolo nobiliare, era affettuosamente chiamato "duca" dagli abitanti del borgo per via del suo spirito generoso, il forte attaccamento al territorio e il ruolo centrale nella vita sociale del paese. Studioso autodidatta e appassionato di storia locale, Serpi si dedicò a raccogliere testimonianze orali, documenti, rime popolari e tradizioni del luogo, contribuendo in modo significativo alla conservazione della memoria storica di Montalcinello. Il suo lavoro ha ispirato ricerche genealogiche e storiche sull’area circostante raccolte in diverse pubblicazioni. Dopo la sua scomparsa, la comunità gli ha reso omaggio con eventi commemorativi e l’intitolazione dei giardini pubblici di Montalcinello alla sua persona, riconoscendolo come una figura simbolica della cultura locale.
La poetessa Caterina Trombetti, nata a Firenze e di origini montalcinellesi da parte materna, ha trascorso a Montalcinello i mesi estivi della sua infanzia e continua a frequentare il paese nei fine settimana e durante il periodo estivo. Nella sua abitazione con giardino affacciato sugli Scogli ha accolto nel tempo numerosi esponenti della letteratura italiana contemporanea, tra cui Mario Luzi, il quale affermò: «L'arte di Caterina sta proprio nel preservare entro il suo testo il primo genuino moto dell'anima». In riconoscimento del suo impegno culturale, l'Amministrazione comunale di Chiusdino ha accolto la proposta di intitolare Vicolo dei Poeti il vicolo su cui si affacciano la sua casa e il giardino, in onore della poetessa e dei suoi illustri ospiti. 

### Eventi

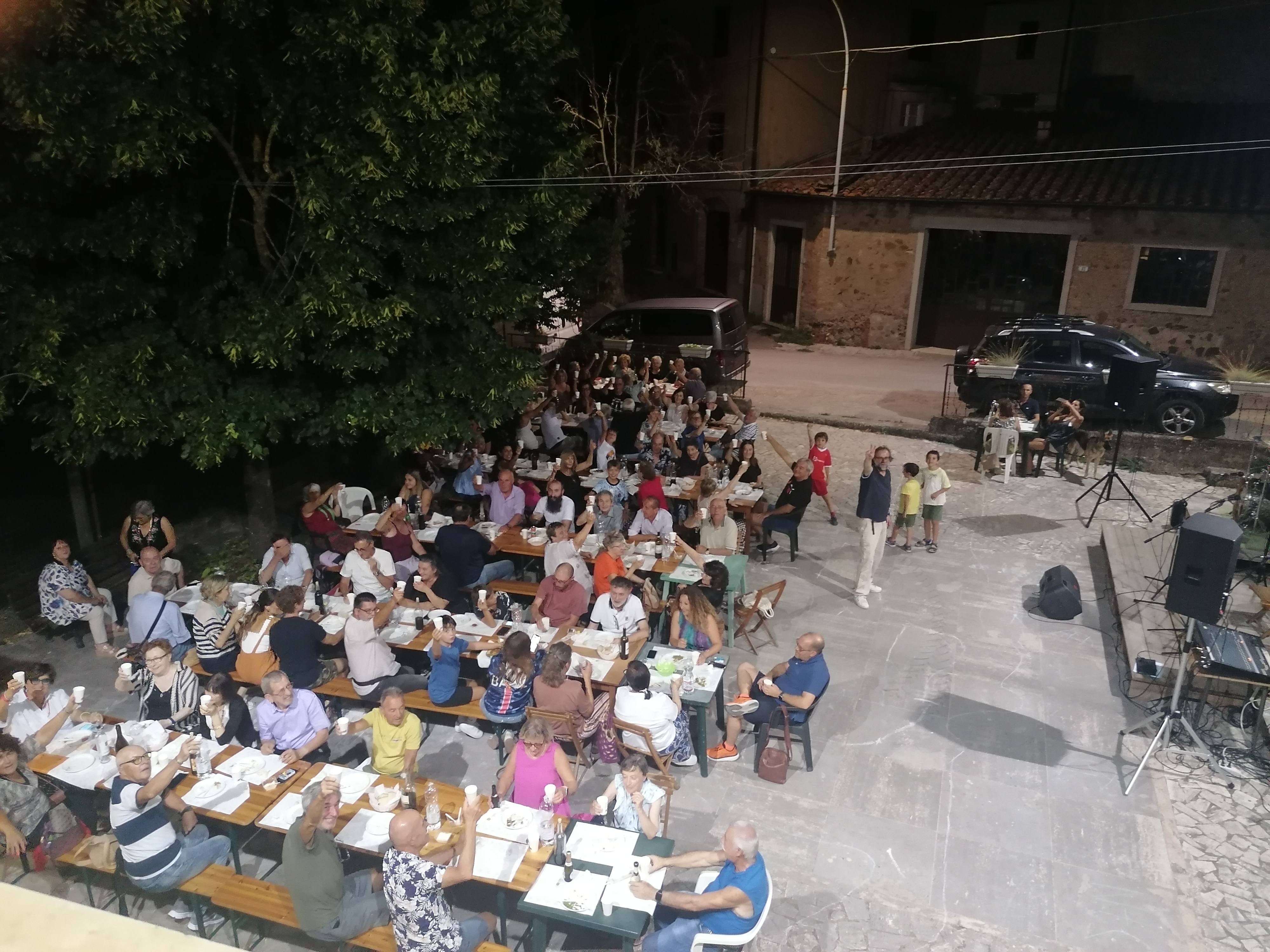
Festa del Circolo Unitario di Montalcinello - 10 Agosto 2025

ll borgo ospita un vivace "Circolo Unitario", autentico punto di riferimento per la vita sociale, fondato l’11 febbraio 1988 con finalità ricreative. Aperto tutte le sere, il locale dispone di un bar con tavoli e propone numerose occasioni di svago per la comunità: feste, cene, tornei di briscola, serate a tema e il tradizionale lancio del panforte nel periodo natalizio. Qui, la musica e le chiacchiere di paese riempiono l’aria, creando un’atmosfera calda e familiare. Particolarmente suggestiva è anche la festa della Befana, che ogni anno anima il paese con il suo spirito festoso.

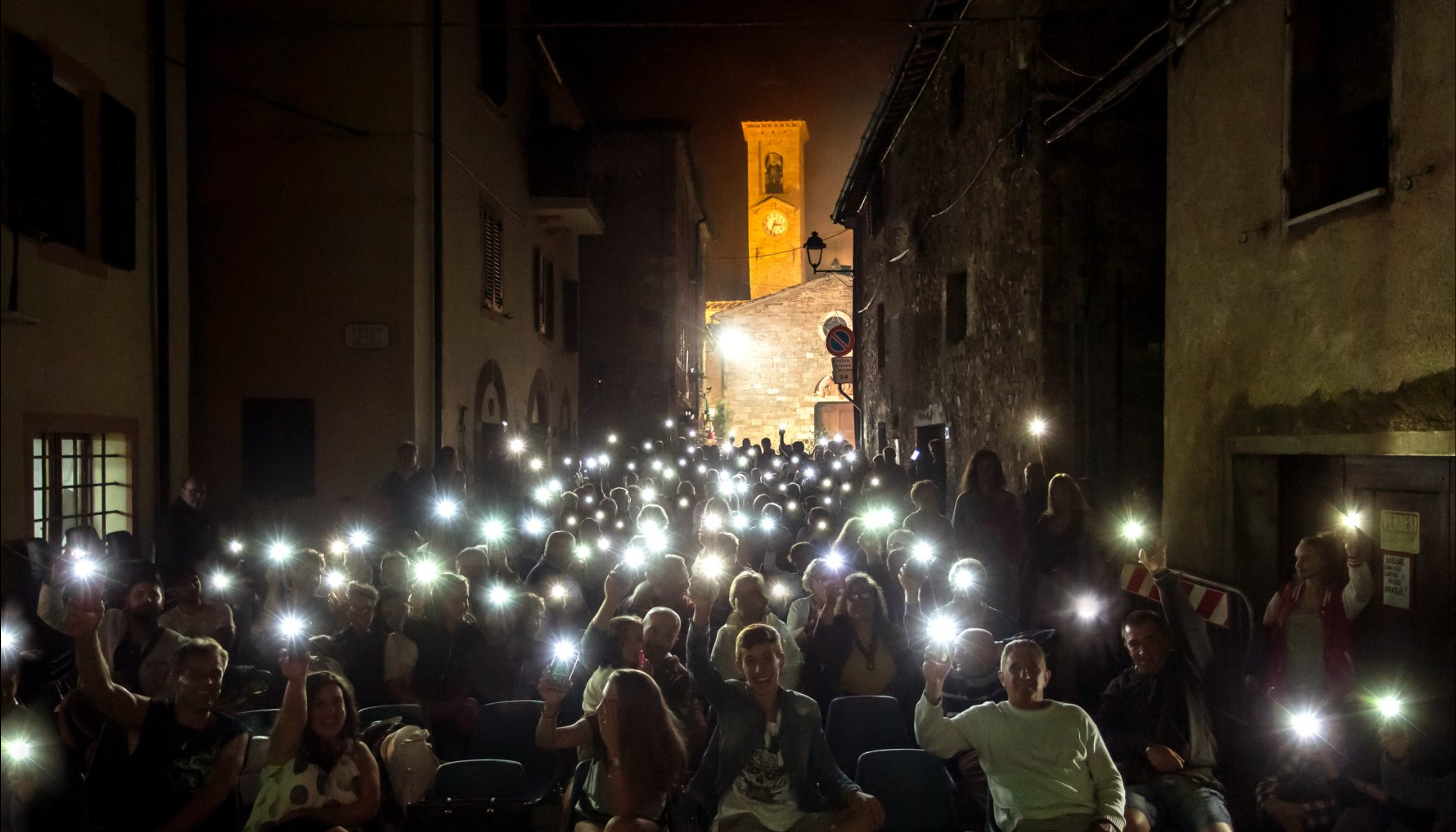
Borgo Incanto, Montalcinello, Agosto 2018

Per anni, il borgo ha ospitato la celebre "Sagra del Dolce", capace di richiamare non solo turisti, ma anche molti ex residenti che, per varie ragioni, avevano lasciato il paese, contribuendo al progressivo spopolamento della frazione. Fortunatamente, negli ultimi anni Montalcinello sta vivendo una ripresa demografica, sostenuta dal rinnovato interesse verso questi piccoli centri dove il tempo sembra essersi fermato. La Sagra del Dolce, purtroppo, ha subito un duro colpo a causa dell’entrata in vigore di normative più severe sulla somministrazione di alimenti al pubblico.
In compenso, ha guadagnato sempre più popolarità e vigore "Borgo InCanto", evento musicale ideato da Giuseppe Galgani che si tiene ogni anno il 19 agosto, in concomitanza con la festa patronale di San Magno. In questa occasione, le antiche vie e le piazze di Montalcinello si trasformano in un palcoscenico diffuso: concerti, spettacoli dal vivo e momenti di convivialità riempiono l’aria di note e voci, creando un’atmosfera magica che avvolge residenti, visitatori e musicisti in un’unica, grande festa sotto le stelle estive.

## Economia

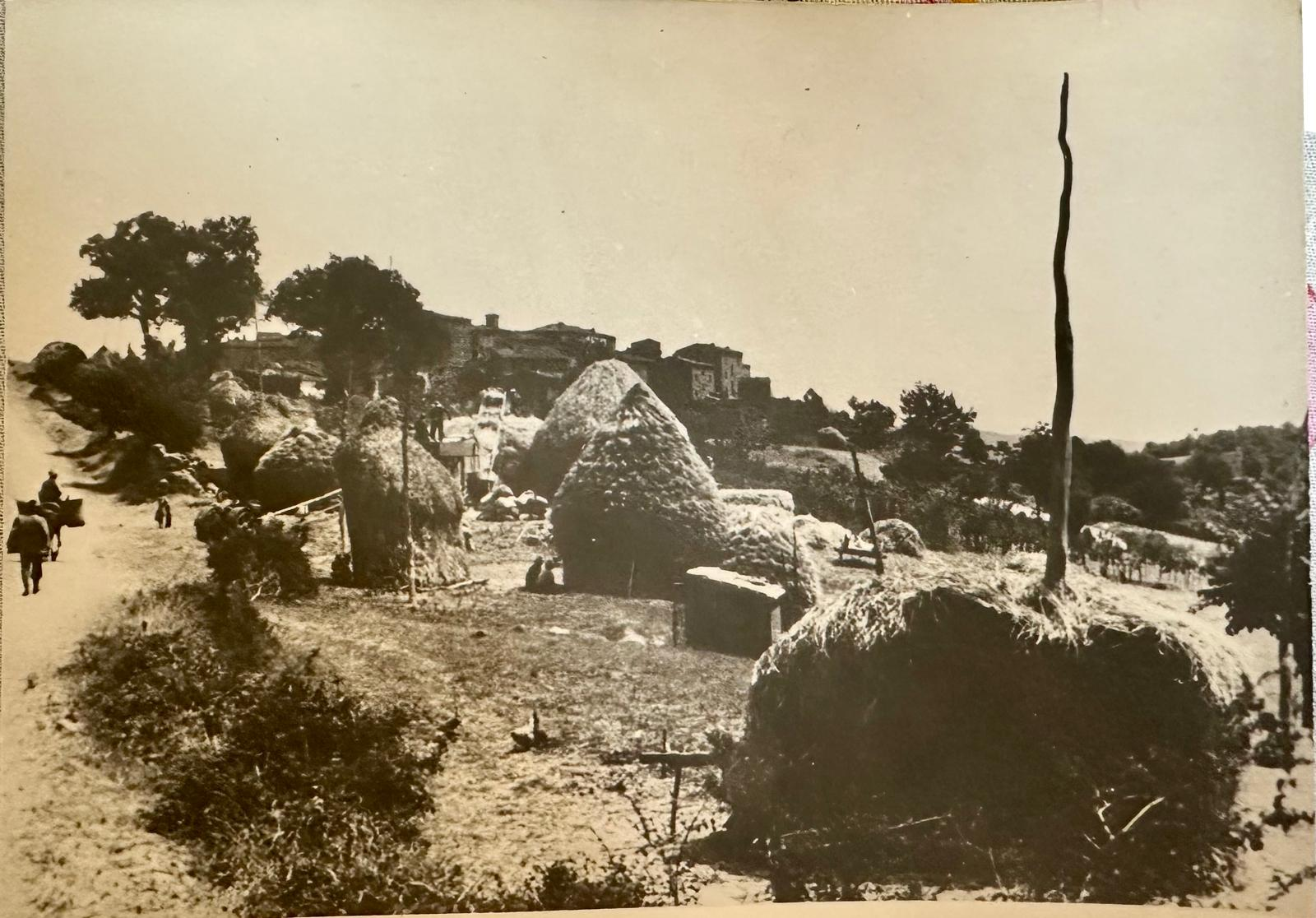
Montalcinello vista dalla stradina del cimitero (c.1940)

Sergio Giannetti (n. ca. 1949), imprenditore originario di Montalcinello, è noto per aver trasformato radicalmente il tessuto economico del borgo negli anni '80, guidandolo dal tradizionale mondo agricolo verso un’economia basata sul commercio e sull’organizzazione industriale.
L’intuizione imprenditoriale di Giannetti prese forma a Milano nel 1974, quando, a soli 25 anni, individuò nel portachiavi nominale personalizzato un prodotto vincente, ancora privo di concorrenza sul mercato. Partì utilizzando contatti nel mondo della ristorazione, servendosi di elenchi di nomi per offrire un prodotto “su misura” e fortemente riconoscibile. I primi punti vendita furono collocati in aree strategiche ad alta affluenza, come la stazione Bovisa, Brera e gli uffici postali centrali. Giannetti acquistava i portachiavi a 300 lire e li rivendeva a 1000 lire, garantendosi un margine considerevole, grazie anche a un’esclusiva con un laboratorio di produzione.
Il successo iniziale fu amplificato dalla creazione di una rete di venditori ambulanti, detti “battitori”, che permisero la diffusione del prodotto in numerose piazze italiane. Nel 1975, l’imprenditore decise di espandersi a Parigi, dove aveva precedentemente lavorato come cameriere nel 1972. L'esperienza francese segnò anche il passaggio a nuovi articoli, in particolare bigiotteria semplice – come anelli decorati con cuori e stelle – e la replicazione del modello dei battitori anche nelle città europee.
Nel 1978, Giannetti fece ritorno a Montalcinello, dove aprì un primo laboratorio di assemblaggio all’interno di un garage di famiglia. Inizialmente coinvolgendo due persone, il lavoro fu presto esteso a domicilio, raggiungendo un indotto di circa 400 persone distribuite anche in località vicine come Follonica. La svolta avvenne nel 1980 con l’acquisto di un capannone industriale per 80 milioni di lire e la fondazione della fabbrica ''VOGUE STYLE''. Tra il 1983 e il 1990, lo stabilimento arrivò a impiegare stabilmente tra i 30 e i 35 lavoratori.
Nel 1984, Giannetti avviò un’attività di importazione da Seul, Hong Kong e Taipei, riguardante lo stesso tipo di prodotto finito già realizzato in loco. L’importazione da Oriente si rivelò estremamente redditizia, contribuendo al successo dell’azienda su scala europea.
Nonostante ciò, a partire dagli anni ’90, la fabbrica di Montalcinello andò incontro a un lento declino, dovuto all’aumento del costo del lavoro, all’isolamento logistico del borgo e alla difficoltà di reperire manodopera specializzata. Negli ultimi anni di attività terminate nel 1999, l’azienda operava in perdita, mentre le operazioni di importazione continuavano a prosperare.
La ''VOGUE STYLE'' è tuttora ricordata con grande rispetto dalla comunità locale. L’ambiente di lavoro era descritto come entusiasta e partecipativo, senza mai registrare scioperi o incidenti, in un contesto in cui il rapporto tra imprenditore e lavoratori fu sempre collaborativo. La fabbrica rappresentò un vero punto di svolta per Montalcinello, offrendo per la prima volta ai residenti salari regolari che consentirono loro l’accesso al credito e l’acquisto a rate di beni durevoli, segnando il passaggio da una vocazione agricola a un’economia di scala orientata al commercio e alla manifattura.

## Galleria d'immagini

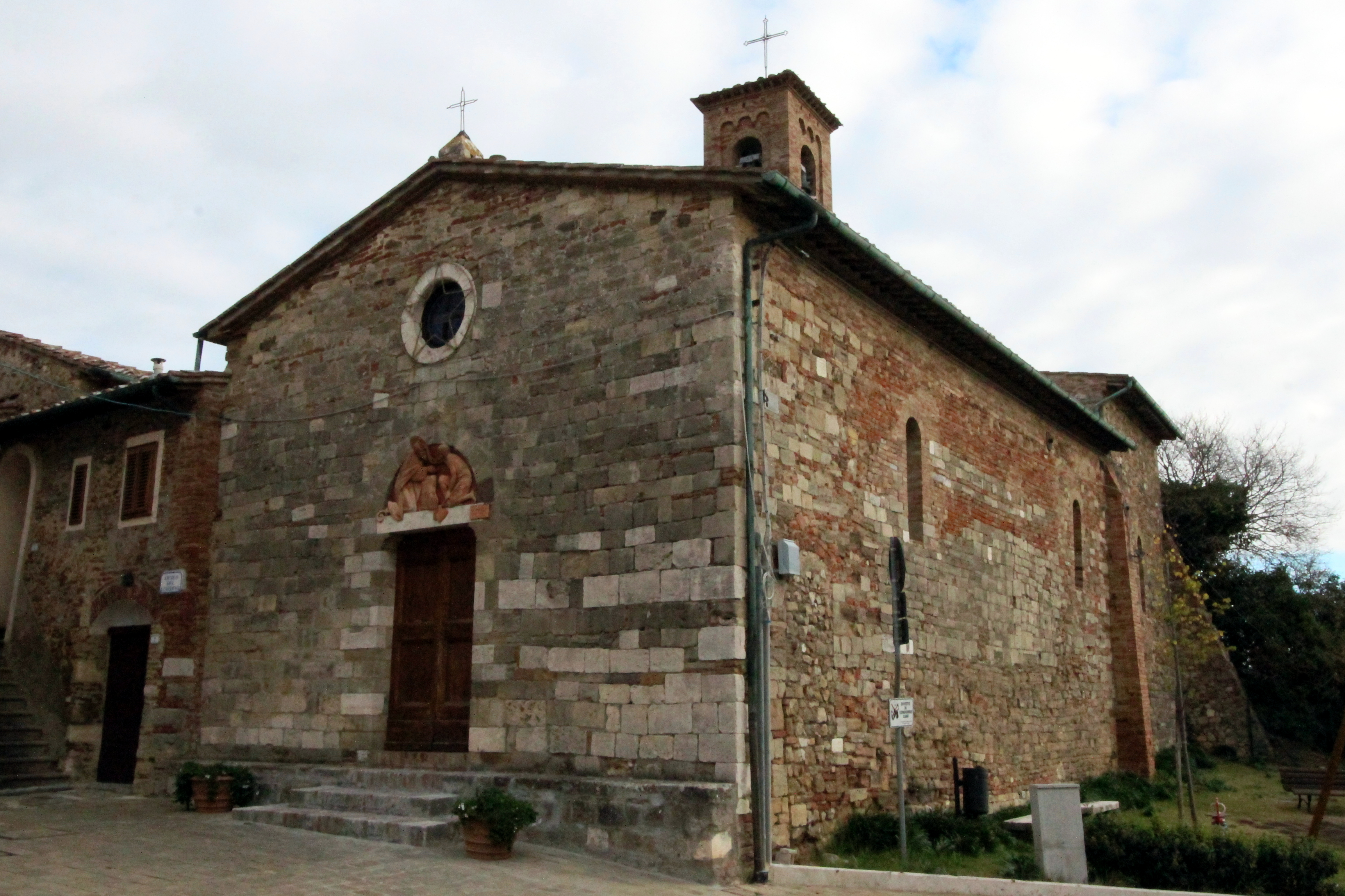
La chiesa di San Magno
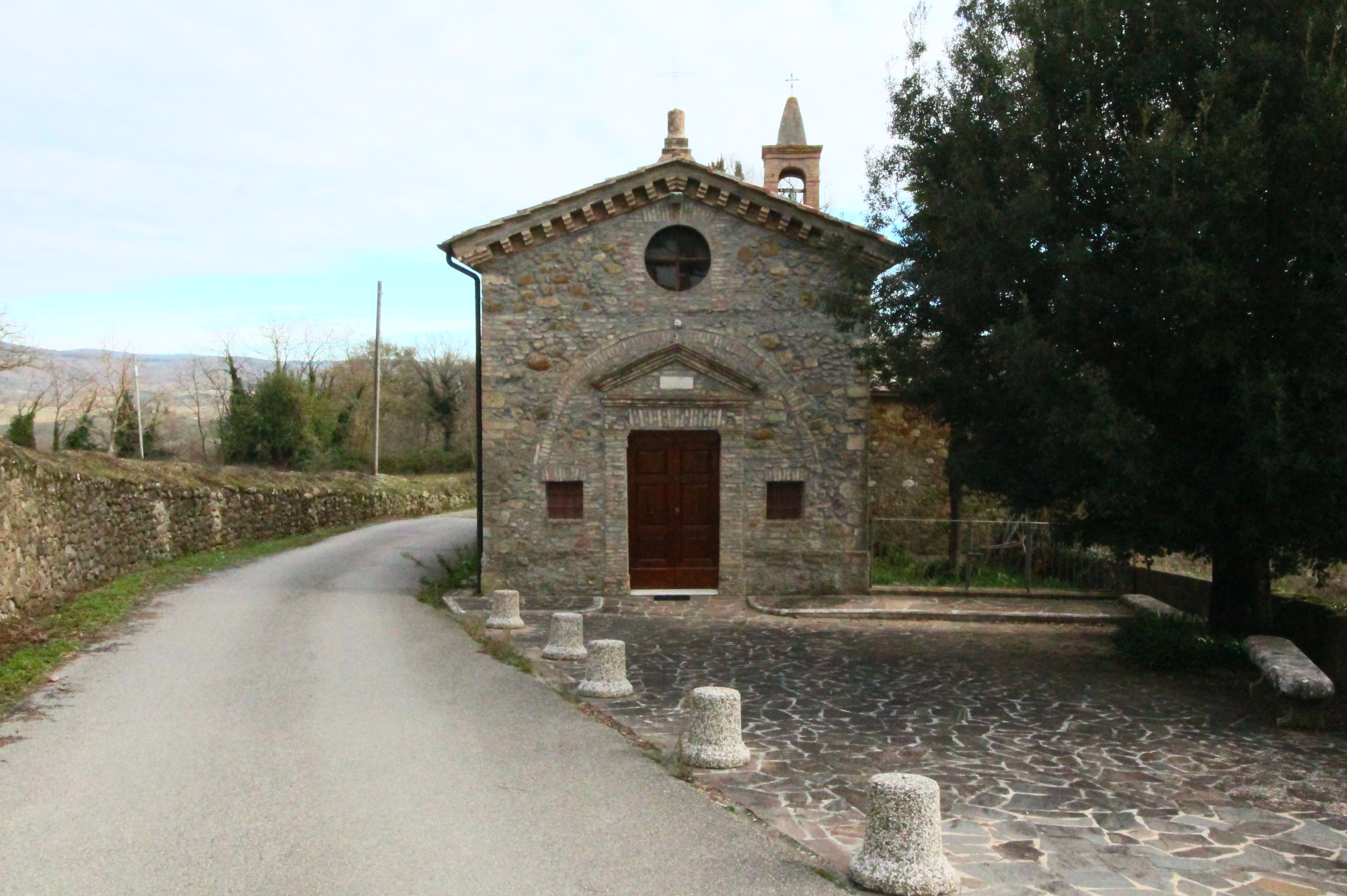
L'oratorio della Madonna della Consolazione
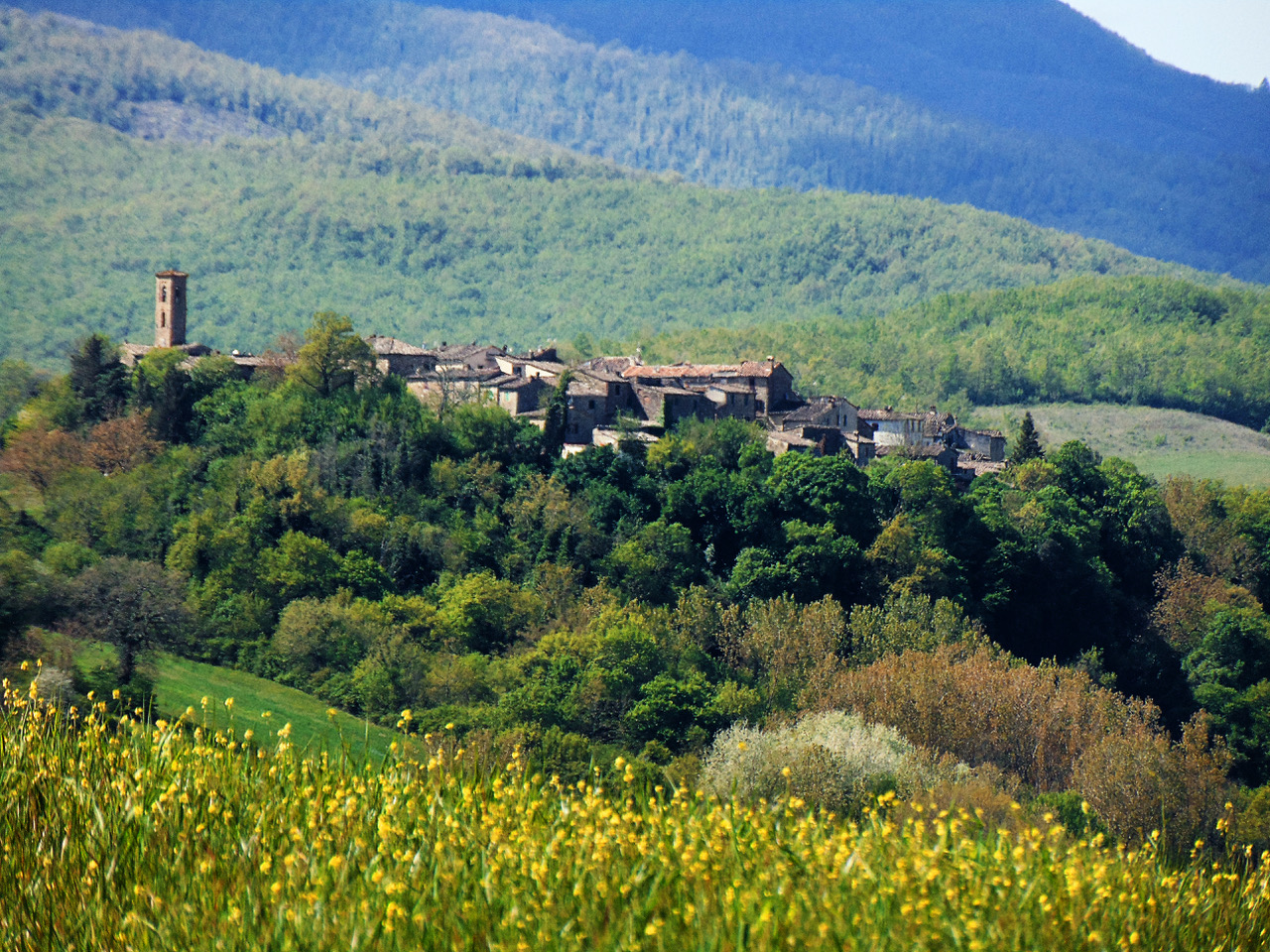
Vista di Montalcinello